# طوطی آمازونی آرژانتینی
طوطی آمازونی آرژانتینی (نام علمی: Amazona tucumana) نام یک گونه از سرده طوطی آمازون است.